# A közönség César-díja
A közönség César-díja (franciául César du public) a francia Filmművészeti és Filmtechnikai Akadémia 2018 és 2020 között kiosztott különleges díja, amellyel az előző filmév legsikeresebb, legtöbb nézőt filmszínházakba vonzó francia alkotásai közül azt a filmet ismerte el, amelyet az akadémia tagjai arra érdemesnek tartottak. Átadására évente került sor a César-gálán.
A díj egyfajta válasz volt azokra a kritikákra, amelyekkel éveken át illették a Filmakadémiát, miszerint a válogatás túlságosan akadémikus, a díjra történt jelölések figyelmen kívül hagyják a nagyközönség ízlését. Tekintettel arra, hogy a francia közönség többnyire a vígjátékokat részesíti előnyben, e díj felfogható volt a hiányzó legjobb komédia kategóriának.
A közönség César-díját első alkalommal 2018. március 2-án adták át a párizsi Pleyel előadóteremben megtartott 43. César-gálán.
2018-ban és 2019-ben a díjat automatikusan kapta meg az a francia film, amely a Box-office France lista élén végzett. Az eljárás hosszú és heves vitát váltott ki a filmakadémia tagjai körében, mivel ilyen formában az akadémia díja nem tükrözte az akadémiai tagság értékítéletét. Végül úgy döntöttek, hogy az elismerés akkor fejezi ki legjobban mind a közönség, mind a filmes szakemberek értékrendjét, ha a box-office öt legjobb helyezést elért alkotását jelölik a díjra, s közülük választja ki a tagság a nyertest titkos szavazással. Mivel ez az eljárás oda vezetett, hogy 2020-ban az akadémiai tagok nem a legtöbb nézőt vonzó filmet díjazták és ez általános közfelháborodást keltett, a Filmakadémia 2020. évi megújításakor e kategóriát törölték az alapszabályzatból.

## Díjazottak
A díjazottak az első sorban, vastagítással vannak kiemelve. Az évszám a díjosztó gála évét jelzi, amikor az előző évben forgalmazásra került film elismerésben részesült.

### 2010-es évek
| Év   | Díjazottak és jelöltek                                         |
| ---- | -------------------------------------------------------------- |
| 2018 | - RAID – A törvény nemében (Raid dingue) – rendezte: Dany Boon |
| 2019 | - Les Tuche 3 – rendezte: Olivier Baroux                       |

### 2020-as évek
| Év   | Díjazottak és jelöltek |
| ---- | --- |
| 2020 | - Nyomorultak (Les Misérables), rendezte: Ladj Ly - Au nom de la terre, rendezte: Edouard Bergeon - Bazi nagy francia lagzik 2. (Qu'est-ce qu'on a encore fait au Bon Dieu ?), rendezte: Philippe De Chauveron - Együtt megyünk (Nous finirons ensemble), rendezte: Guillaume Canet - Különleges életek (Hors normes), rendezte: Eric Toledano és Olivier Nakache |